# Walking on Sunshine (singolo Eddy Grant)
Walking on Sunshine è un singolo di Eddy Grant del 1979 estratto dall'omonimo album. Quando venne pubblicato, il brano ebbe scarso successo e non riuscì a inserirsi nelle classifiche. Tuttavia, nel 1989, anno della sua ristampa, Walking on Sunshine riuscì a raggiungere la posizione numero 63 delle classifiche britanniche.

## Tracce
1. Walking on Sunshine – 5:28
2. Living on the Front Line – 5:58

## Cover

### La versione dei Rockers Revenge
Nel 1982 i Rockers Revenge di Arthur Baker fecero una cover di Walking on Sunshine ove canta Donnie Calvin e che raggiunse alti piazzamenti di classifica.